# Bisdom Santa María de Los Ángeles
Het bisdom Santa María de Los Ángeles (Latijn: Dioecesis Sanctae Mariae Angelorum) is een rooms-katholiek bisdom met als zetel Los Ángeles, in Chili. Het bisdom is suffragaan aan het aartsbisdom Concepción. 

## Geschiedenis
Het bisdom werd op 20 juni 1959 opgericht, onder de naam bisdom Los Ángeles, uit delen van het aartsbisdom Concepción en het bisdom Temuco. Op 21 februari 2009 veranderde het van naam naar bisdom Santa Maria de Los Ángeles. 

## Parochies
Het bisdom had in 2020 een oppervlakte van 13.454 km2 en telde 370.502 inwoners waarvan 60,0% rooms-katholiek was.

## Bisschoppen
- Manuel Sánchez Beguiristáin (17 december 1959 - 25 juni 1963)
- Luis Yáñez Ruiz Tagle (21 maart 1964 - 21 november 1965)
- Alejandro Durán Moreira (31 maart 1966 - 2 februari 1970)
- Orozimbo Fuenzalida y Fuenzalida (26 februari 1970 - 13 juli 1987)
- Adolfo Rodríguez Vidal (6 juli 1988 - 19 februari 1994)
- Miguel Caviedes Medina (19 februari 1994 - 7 januari 2006)
- Pedro Felipe Bacarreza Rodríguez (7 januari 2006 - heden)

Concepción (aartsbisdom) · San Bartolomé de Chillán · Santa María de Los Ángeles · Temuco · Valdivia · Villarrica